# António de Abranches Ferrão
António de Abranches Ferrão (Seia, 25 de Agosto de 1883 — Lisboa, 23 de Abril de 1932) foi um jurista, advogado e professor de Direito da Faculdade de Direito da Universidade de Lisboa que exerceu importantes funções políticas durante a Primeira República Portuguesa, entre os quais os de Ministro da Justiça e Ministro da Instrução Pública.

## Biografia
Nasceu em Seia, filho de António Ferrão, comerciante. Concluída a instrução primária em Seia, foi aluno interno no Colégio de São Fiel, uma instituição pertencente aos jesuítas, situada em Louriçal do Campo, Distrito de Castelo Branco.
Concluídos os estudos liceais em Castelo Branco e Coimbra, ingressu em 1901 na Faculdade de Direito da Universidade de Coimbra, onde obteve o grau de bacharel em 1907 e de licenciado em 1908. Prosseguiu estudos e doutorou-se, na mesma Faculdade em 1911. Enquanto estudante foi um dos intransigentes da greve académica de 1907.
Terminada a sua formação universitária, dedicou-se à advocacia em Lisboa, cidade onde se fixou em 1912 e onde residiu até falecer.
Criada a Universidade de Lisboa na sequência da Implantação da República Portuguesa, em 1913 concorreu a um lugar de professor da recém-instalada Faculdade de Direito de Lisboa, sendo provido no lugar. Manteve a sua actividade docente até ao fim da vida, tendo exercido diversas vezes o cargo de director da Faculdade, inicialmente em substituição de Afonso Costa, mas de 1926 a 1928 por direito próprio. Era reputado como um professor afável e cultor da aprendizagem colaborativa.
Durante a Primeira República Portuguesa exerceu diversos cargos políticos, entre os quais os de Ministro da Justiça (de 7 de Dezembro de 1922 a 15 de Novembro de 1923) e de Ministro da Instrução Pública (de 6 de Julho de 1924 a 22 de Novembro de 1924). Desempenhou interinamente as funções de Ministro das Finanças (de 17 a 20 de Agosto de 1923). Foi ainda deputado independente eleito pelo círculo eletoral de Gouveia (1922 e 1925).
Nas funções de Ministro da Justiça teve algumas iniciativas visando a defesa da condição da mulher que lhe mereceram o apoio do Conselho Nacional das Mulheres Portuguesas.
Apesar de ter exercido as funções de ministro da Instrução Pública efemeramente, mantendo-se no cargo apenas de Julho a Novembro de 1924, anunciou intenções de mudança no ensino infantil, no ensino primário superior, no ensino industrial e comercial e na formação de professores, mas que se ficaram por mera «manifestação de intenções».
Destacou-se como legislador, tendo sido encarregue de diversos projectos, entre eles o que levou à criação, em 1926, da Ordem dos Advogados Portugueses, sendo da sua autoria o Decreto n.º 11715, de 12 de Junho de 1926, já emitido quando José Mendes Cabeçadas chefiava um dos primeiros governos da Ditadura Militar do pós-28 de Maio de 1926.
Foi escolhido em 1997 para patrono de escola dos 2.º e 3.º ciclos do ensino básico da sua terra natal, Seia. Na escolha é referido como «figura de cidadão exemplar e de democrata coerente e determinado».